# Saurophthirus
Saurophthirus (gr. "piojo lagarto") es un género extinto de pulga. Fue encontrado en un lago de Rusia.
Mide unos 2,50 cm de largo. Sus patas parecen estar diseñadas para agarrarse a la membrana alar de los  pterosaurios. Posiblemente succionaba la sangre de estos reptiles voladores durante el Cretácico, de la misma forma que las pulgas de los murciélagos se alimentan de su sangre hoy en día.

## En la cultura popular
Saurophthirus aparece en Walking with Dinosaurs, como parásito ocasional de Ornithocheirus.